# Aksel
 For alternative betydninger, se Aksel (flertydig). (Se også artikler, som begynder med Aksel)
En aksel er en maskindel, for det meste en stang, der roterer om sin egen akse og derved overfører kraft til andre maskindele.
Akslens rotation skabes typisk af en motor eller tilføres fra et tandhjul eller en remskive. Et tandhjul eller en remskive er normalt også den enhed der viderefører energien fra akslen. 
Et kardankryds eller et knokkelled bruges også mellem to aksler, som har mindre center-forskyninger i forhold til hinanden, eksempelvis på en kardanaksel.
Udtrykket aksel bruges også om den stang der forbinder to hjul på hver sin side af et køretøj, uanset om den drejer rundt eller sidder fast.
| Maskiner | Spire Denne artikel om maskiner, maskindele og apparater er en spire som bør udbygges. Du er velkommen til at hjælpe Wikipedia ved at udvide den. |